# Sarah Liegmann
Sarah Maria Djamila Liegmann (* 26. Januar 2002 in Bonn) ist eine deutsche Kickboxerin und Profiboxerin. Sie gewann unter anderem 17 Amateur-Weltmeisterschaften im Kickboxen und zuletzt im Profiboxen den WBF Weltmeistertitel im Federgewicht, den WBC Youth Weltmeistertitel im Federgewicht, die Interkontinental-Titel der Box-Verbände WIBF und GBU und die Internationale Deutsche Meisterschaft der German Boxing Association (GBA).

## Leben und Kickboxen
Liegmann wuchs in der Nähe von Bonn auf und besuchte in Rheinbach das Erzbischöfliche St. Joseph-Gymnasium. Sie schloss die Schule mit einem Einser-Abitur ab. Zunächst trainierte sie Yoga, Ballet und Voltigieren, bevor sie im Alter von elf Jahren mit dem Kickboxen begann. Schon nach einem halben Jahr gewann sie ein Newcomer-Turnier in zwei Gewichtsklassen und nur wenige Wochen später ihre erste Deutsche Meisterschaft im Leichtkontakt. Ab ihrem 13. Lebensjahr trat sie in den Disziplinen Leichtkontakt, Kick Light, Oriental-Boxing, Fusion und nun auch Vollkontakt an. Mit 18 Jahren hatte sie bereits 17 Weltmeister-Titel, 24 Deutsche Meisterschaften, neun Welttitel und zahlreiche weitere Titel gesammelt. Nach dem Abitur begann sie 2021 das Studium der Psychologie an der Rheinischen Friedrich-Wilhelms-Universität in Bonn.

## Boxen
Seit ihrem 15. Lebensjahr wird sie professionell gemanagt. Zunächst von Harald Pia, dem ehemaligen Manager der Profiboxerin Christina Hammer. In dieser Zeit begann Liegmann mit dem Boxen, hauptsächlich um ihre Boxskills im Kickboxen zu verbessern. Es folgten allerdings schnell erste Kämpfe und mit 18 Jahren wurde sie in den Landes- und schließlich in den Bundeskader berufen. Ein Kampf um die Deutsche Meisterschaft kam aufgrund der Corona-Pandemie nicht zustande. Harald Pia ermöglichte ihr 2020 ein Trainingscamp in den USA, verbunden mit einem Treffen mit Mark Taffet, dem Manager der zweifachen Olympiasiegerin und Box-Weltmeisterin Claressa Shields. Noch vor Weihnachten 2020 unterschrieb sie einen Vertrag bei Taffet. 2021 reiste sie erneut in die USA und erhielt ihren ersten Profivertrag. In den Staaten wird sie vom ehemaligen Profiboxer John David Jackson trainiert und in Deutschland von Rüdiger May. Am 4. September 2021 feierte sie in Omaha/Nebraska als erste deutsche Boxerin ihr Profidebüt auf US-Boden. Sie setzte sich gegen Kedra Bradley nach Punkten durch. Es folgten weitere Siege über Nana Dokadze (Punktsieg in Köln), Ladislava Holubova (Technischer K. o. in Frechen), Panagiota Zervoudaki (Punktsieg in Pulheim), bevor sie am 24. September 2022 in Köln Jane Kavulani in zehn Runden besiegte und sich die Interkontinental-Titel der WIBF und GBU sicherte. Eigentlich sollte sie im September beim All Womens Fight Card in der Londoner O2-Arena vor 20 000 Zuschauern den größten Kampf ihrer Profi-Karriere bestreiten, aufgrund des Todes von Queen Elizabeth II. wurde der Kampf um vier Wochen verschoben. Am 15. Oktober bezwang sie in London Bec Connolly ebenfalls nach Punkten. Am 11. März 2023 gewann sie in Köln die Internationale Deutsche Meisterschaft im Federgewicht. Am 3. Juni bezwang sie in Detroit die Nummer 2 der USA im Federgewicht. Die Vorbereitung des Kampfes erfolgte über acht Wochen in Florida und Detroit. Liegmann macht zurzeit eine Uni-Pause, um sich auf einen möglichen WM-Kampf vorzubereiten. Dieser WM-Kampf um den WBC Youth Weltmeistertitel im Federgewicht, fand am 27. Oktober 2023 in Übach-Palenberg statt. Gegnerin in diesem WM-Kampf war die Thailänderin Thanchanok Phanan. Sarah Liegmann hat diesen Kampf gewonnen und ist amtierende WBC-Youth Word Feather Meisterin. Am 23. März 2024 kämpfte Sarah Liegmann in Frankfurt um den WBF (World Boxing Federation) Weltmeistertitel im Federgewicht. Dort bezwang sie die in Kolumbien lebende Venezolanerin Ana Maria Lozano in einem Kampf über 10 Runden mit dem einstimmigen Punkurteil 100/90.
Am 23. März 2025 kämpfte Sarah Liegmann einen Vorbereitungskampf in der Dominikanischen Republik, gegen die Dominikanerin Marjone Guzman Vizcaino. Der Kampf wurde durch Liegmann bereits in der ersten Minute der ersten Runde durch ein K. o. entschieden. Am 26. April folgte die Titelverteidigung des Weltmeistertitels im Federgewicht der WBF. Ihre Gegnerin war Liliana Martinez aus der Dominikanischen Republik. Dieser Kampf fand auf der ersten, eigens organisierten Veranstaltung, in Meckenheim im Rheinland statt. Sarah Liegmann gewann den Kampf nach 10 Runden mit einem einstimmigen Ergebnis der Punktrichter (100/90 100/90 98/92). Hiermit ist Liegmann zurzeit die ungeschlagene Weltmeisterin im Federgewicht der WBF. Nach diesem Kampf folgte die Trennung von ihrem bisherigen deutschen Co-Trainer Rüdiger May. Die verantwortlichen Haupttrainer sind jetzt die Amerikaner Michael Hobart, der ebenfalls als ihr neuer Manager fungiert, sowie weiterhin John David Jackson. Michael Hobart gehört zum Team JII Management. Sarah ist dort seit März 2025 unter Vertrag.
| Jahr | Tag           | Gegner                  | Ergebnis | Typ                    | Runden | Ort                                                  |
| ---- | ------------- | ----------------------- | -------- | ---------------------- | ------ | ---------------------------------------------------- |
| 2021 | 4. September  | Kedra Bradley           | Sieg     | Punktsieg (einstimmig) | 4/4    | CenturyLink Parking Lot, Omaha, USA                  |
| 2021 | 4. Dezember   | Nana Dokadze            | Sieg     | Punktsieg (einstimmig) | 4/4    | Sartory-Säle, Köln                                   |
| 2022 | 2. April      | Ladislava Holubova      | Sieg     | Technischer K.O.       | 1/4    | Kampfsportcenter, Frechen                            |
| 2022 | 28. Mai       | Panagiota Zervoudaki    | Sieg     | Punktsieg (einstimmig) | 6/6    | Dr.-Hans-Koester-Saal, Pulheim                       |
| 2022 | 24. September | Jane Kavulani           | Sieg     | Punktsieg (einstimmig) | 10/10  | Kickboxen-Team-Xander, Köln                          |
| 2022 | 15. Oktober   | Bec Connolly            | Sieg     | Punktsieg (einstimmig) | 6/6    | O2-Arena, Greenwich, London                          |
| 2023 | 11. März      | Diana Kulinova          | Sieg     | Technischer K.O.       | 2/10   | Köln                                                 |
| 2023 | 3. Juni       | Carisse Brown           | Sieg     | Punktsieg (einstimmig) | 6/6    | Little Caesars Arena Detroit, USA                    |
| 2023 | 27. Oktober   | Thanchanok Phanan       | Sieg     | Punktsieg (einstimmig) | 8/8    | Festzelt, Übach-Palenberg                            |
| 2024 | 23. März      | Ana Maria Lozano        | Sieg     | Punktsieg (einstimmig) | 10/10  | Zoogesellschaftshaus, Frankfurt am Main              |
| 2025 | 23. März      | Marjone Guzman Vizcaino | Sieg     | Technischer K.O.       | 6/6    | Open Air, Strand Sosua Beach Dominikanische Republik |
| 2025 | 26. April     | Liliana Martinez        | Sieg     | Punktsieg (einstimmig) | 10/10  | Jungholzhalle, Meckenheim (Rheinland)                |